# سوفی فاینز
سوفی فاینز (انگلیسی: Sophie Fiennes؛ ‏ ‎/ˈfaɪnz/‎؛ ‏ زادهٔ ۱۲ فوریهٔ ۱۹۶۷) کارگردان و تهیه‌کننده فیلم اهل بریتانیا است.
از فیلم‌هایی که وی در آن‌ها نقش داشته است، می‌توان به غرق کردن به ترتیب شماره اشاره نمود.